# 10. oktober
10. oktober je 283. dan leta (284. v prestopnih letih) v gregorijanskem koledarju. Ostaja še 82 dni.

## Dogodki
- 732 – bitka pri Toursu
- 1139 – prvi uradni zapis Jarenine in Jareninske cerkve
- 1596 – utemeljena Uniatska cerkev
- 1730 – je Anton Wilhelm Amo kot prvi temnopolti Afričan na evropskih univerzah uspešno ubranil doktorsko tezo in promoviral iz filozofije
- 1845 – ustanovljena Akademija ameriške mornarice
- 1896 – odprt Narodni dom (zgradba današnje Narodne galerije) v Ljubljani
- 1918 – Zadnji govor kakšnega Slovenca v državnem zboru na Dunaju. Govor ima poslanec VLS Ivo Benkovič
- 1920 – na koroškem plebiscitu 60 % volivcev glasuje za priključitev Koroške Avstriji
- 1939 – ZSSR in Litva podpišeta pakt o vzajemni pomoči
- 1942 – ZDA in Združeno kraljestvo se odpovesta privilegiju eksteritorialnosti na Kitajskem
- 1961 – elektrificiran odsek transsibirske železnice med Moskvo in Bajkalskim jezerom

## Rojstva
- 1332 – Karel II., navarski kralj († 1387)
- 1344 – Marija iz Walthama, angleška princesa, bretonska vojvodinja († 1361)
- 1560 – Jacobus Arminius, nizozemski teolog († 1609)
- 1684 – Jean-Antoine Watteau, francoski slikar († 1721)
- 1731 – Henry Cavendish, angleški fizik, kemik († 1810)
- 1813 – Giuseppe Fortunino Francesco Verdi, italijanski skladatelj († 1901)
- 1817 – Christoph Hendrik Diederik Buys Ballot, nizozemski meteorolog († 1890)
- 1844 – Maks Samec, slovenski zdravnik († 1889)
- 1854 – Frančišek Borgia Sedej, slovenski nadškof († 1931)
- 1861 – Fridtjof Nansen, norveški polarni raziskovalec, zoolog, diplomat, nobelovec 1922 († 1930)
- 1889 – Lavo Čermelj, slovenski fizik, publicist († 1980)
- 1892 – Ivo Andrić, srbski pisatelj, nobelovec 1961 († 1975)
- 1895 – Wolfram von Richthofen, nemški pilot, feldmaršal († 1945)
- 1917 – Thelonious Sphere Monk, ameriški jazzovski pianist, skladatelj († 1982)
- 1923 – Murray Walker, angleški komentator dirk F1 († 2021)
- 1930 – Eugenio Castellotti, italijanski avtomobilistični dirkač († 1957)
- 1930 – Harold Pinter, angleški dramatik, pisatelj, pesnik, nobelovec 2005 († 2008)
- 1950 – Nora Roberts, ameriška pisateljica
- 1952 – Siegfried Stohr, italijanski avtomobilistični dirkač
- 1956 – Martina Navratilova
- 1958 – Tanya Tucker
- 1967 – Gavin Newsom
- 1974 – Chris Pronger, kanadski hokejist
- 1982 – Logi Geirsson, islandski rokometaš

## Smrti
- 19 – Germanik, rimski vojskovodja in politik (* 15 pr. n. št.)
- 1047 – Henrik VII., bavarski vojvoda (* 1005)
- 1213 – Friderik II. Lotarinški, vojvoda Zgornje Lorene
- 1359 – Hugo IV., ciprski kralj (* 1294)
- 1459 – Gianfrancesco Poggio Bracciolini, italijanski humanist (* 1380)
- 1659 – Abel Tasman, nizozemski raziskovalec, pomorščak, trgovec (* 1603)
- 1720 – Antoine Coysevox, francoski kipar, graver (* 1640)
- 1789 – Pierre Lyonnet, nizozemski naravoslovec, graver (* 1708)
- 1834 – Thomas Say, ameriški naravoslovec in zoolog (* 1787)
- 1837 – François Marie Charles Fourier, francoski utopični socialist (* 1772)
- 1877 – Johann Georg Baiter, švicarski filolog (* 1801)
- 1892 – Adolf Lothar Bucher, nemški publicist (* 1817)
- 1907 – Adolf Furtwängler, nemški arheolog (* 1853)
- 1914 – Domenico Ferrata, italijanski kardinal (* 1847)
- 1919 – Martin Leo Arons, nemški fizik, socialist (* 1860)
- 1970 – Édouard Daladier, francoski predsednik vlade (* 1884)
- 1971 – Cyril Burt, britanski psiholog (* 1883)
- 1973 – Ludwig Heinrich Edler von Mises, ameriški ekonomist avstrijskega rodu (* 1881)
- 1979 – Paul Paray, francoski dirigent, skladatelj (* 1886)
- 1985 – Orson Welles, ameriški filmski igralec, režiser (* 1915)
- 1999 – Nakamura Hadžime, japonski budistični filozof, indolog in prevajalec (* 1911)
- 2004 – Christopher Reeve, ameriški filmski igralec (* 1952)
- 2013 – Kumar Pallana, indijsko-ameriški filmski igralec (* 1918)

## Prazniki in obredi
10. oktober je svetovni dan duševnega zdravja